# 結月そら
結月 そら（ゆいづき そら、8月15日 - ）は、日本の女性歌手。栃木県佐野市出身。PCゲームの主題歌や同人音楽を中心に、垣根なく幅広い活動を行っている。血液型はA型。

## 経歴
- 2006年まで小劇場を中心に舞台女優として活動していた。しばらく休養した後、2010年にCreative Configurationの第3回公演「ENGAGE」にて活動を再開した[1]。なお、女優活動では別名義を使用しており、コミカルかつ個性的な役を演じることが多い。
- 07th Expansion制作『ひぐらしのなく頃に解 祭囃し編』EDテーマ「そらのむこう」の歌唱・作詞にて広く知られるようになった。
- 2007年よりプロジェクトレーベル「Soranetarium」を運営しており、不定期ではあるがアルバム等を発表している[2]。
- 2010年以降は、コンセプトアルバムの制作が多くなり、昨今は経験を生かしてミュージカル作品を手掛けている[3][4]。
- 2010年11月にポリープ除去手術を行った[5][6]。
- 2012年に入ってからは、作曲家の天門[7]との共作が目立つようになった。

## 人物
- 自ら楽曲の作詞を担当することも多く、命や争いをテーマにした哲学的な深い世界観の作品を発表している。
- 愛称は「そらさん」「そらんぬ」「そらち」など。仲のいい音楽関係者や芝居関係者からは、舞台活動の名義から「かなっち」と呼ばれていることもある。
- よく芸名の苗字を「ゆづき」と読まれることがあるが、これは間違いで正しくは「ゆいづき」である[8]。
- 基本的に柔らかく癒し系の歌声であるが、幅広い表現力があり、同一人物とは分かりにくい楽曲もある。地声と歌声のギャップが激しい。
- 企画力を評価されることが多い。
- 声優の許綾香と親交が深く、音楽活動を共にしている[9][4]。

## 主な活動

### 歌唱

#### アニメ
- あなたの旅を…（松江名俊自主制作アニメーション「技の旅人」 主題歌/ボーカル）
- モノクロ☆HAPPY DAY（『俺の妹がこんなに可愛いわけがない。』第2期第6話 ED/コーラス[10]）

#### 商業ゲーム
- その残響は、憧憬（honeybee『あやかしごはん』ボーカル・作詞）[11]
- おかえり。ただいま。（honeybee『あやかしごはん』ボーカル・作詞・作曲）[11]
- Confetti（BlackButterfly『ドウセイカレシ Butterfly Rouge』ボーカル・作詞）[12]
- reflection（BlackButterfly『ドウセイカレシ Butterfly Rouge』ボーカル・作詞）[12]
- ハウフル（BlackButterfly『ドウセイカレシ Butterfly Rouge』ボーカル・作詞）[12]
- ふたりの時間（BlackButterfly『ドウセイカレシ Butterfly Gloss』ボーカル・作詞）[13]
- tetrapod（BlackButterfly『ドウセイカレシ Butterfly Gloss』ボーカル・作詞）[13]
- オレンジ（BlackButterfly『ドウセイカレシ Butterfly Gloss』ボーカル・作詞）[13]
- メロウソング（BlackButterfly『ドウセイカレシ Butterfly Lip』ボーカル・作詞）[14]
- no regrets（BlackButterfly『ドウセイカレシ Butterfly Lip』ボーカル・作詞）[14]
- 影送り（BlackButterfly『ドウセイカレシ Butterfly Lip』ボーカル・作詞）[14]
- 終わらない青春（honeybee+『青春はじめました！』ボーカル・作詞）[15]
- サクラノート（honeybee+『青春はじめました！』ボーカル・作詞）[15]
- タイトル不明（Mead『冬桜抄-さくらがたり-』OP/ボーカル）
- たくさんのHappiness（ensemble『乙女が紡ぐ恋のキャンバス〜二人のギャラリー〜』OP/ボーカル・作詞）
- 真夏のタイムカプセル（Lime vert『×××な彼女が田舎生活を満喫するヒミツの方法』ED/ボーカル）
- ふたつでひとつ（ensemble「乙女が紡ぐ恋のキャンバス」ED/ボーカル）
- Your Melody（Rose Liese『Strawberry Feels〜ストロベリー・フィールズ〜』ED/ボーカル）
- ワタシノチカラ（Delta『サマナープリンセス アルテミナ』OP/ボーカル・作詞）
- 夢の、その先（F&CFC01『アクロウム・エチュード Canvas4』ED/ボーカル・作詞）
- 君だけのキャンバス（F&CFC01『アクロウム・エチュード Canvas4』 主題歌/ボーカル・作詞）
- ひとつの…（Sputnik『風ヶ原学園スパイ部っ!』 ED/ボーカル・作詞）
- 永遠は空の彼方に（雪月花ソフトウェア『都市伝説は人を喰う』ED/ボーカル）
- 陽炎（フロンティアワークス『ひぐらしのなく頃に解』イメージアルバム『こころむすび』収録/ボーカル・作詞）
- ひまわり（ALcotヴォーカルアレンジアルバム『growing』収録/ボーカル）
- Honey（ALcotヴォーカルアレンジアルバム『growing』収録/ボーカル）
- like my heart（イージーオー『うちの妹のばあい純愛版』主題歌/ボーカル）
- 水鏡（あんく『MOZU』ED/ボーカル・作詞）
- 夢みるトキメキ（Triangle『やっぱり妹が好きっ!』主題歌/ボーカル・作詞）
- Emerald（ALcot『Triptych』ミウのテーマソング/ボーカル）
- はっぴ〜◇LOVE◆くり〜にんぐ（BLACKPACKAGE『洗濯屋しんちゃん』主題歌/ボーカル・作詞）
- Clear Line（イージーオー『幼なじみな彼女』主題歌/ボーカル）
- chocolat（とらのあな『Winter Mix 4th BLUE』収録/ボーカル・作詞）
- レーベル「solfa（旧：marble sky records）」作品にゆこそとして多数参加。
- インディーズレーベル「Anniversary Records」作品に参加。

#### シングル
- Apple*GingerAle制作「さくらいろ改札」
- Sigh works制作「勿忘草」
- Soranetarium制作「テンクウマァク」
- Soranetarium制作「sora*nce001」
- Soranetarium制作「いつかは消えてく、悲しい優しい森へ。」

#### アルバム
- 自主レーベルSoranetarium『philos*sophia』
- 自主レーベルSoranetarium『tir na nog*』
- luminouscore『*miracle of tracks*』
- 自主レーベルSoranetarium『nostos*algos』
- 自主レーベルSoranetarium『時が廻る、世界の向こう。』
- 自主レーベルSoranetarium『碧い森の、世界の向こう。』
- 自主レーベルSoranetarium『Refolah Pharatia（リフォラファラティア）』

#### プロジェクト・ユニット
- ゆこそ（yuiko・コツキミヤ・結月そら） 1st mini album『tricolore』
- ゆこそ（yuiko・コツキミヤ・結月そら） 2nd mini album『tripod』
- Re:Birthё 1st story vocal album『セシアの翼』
- Re:Birthё 2nd story vocal album『アステリズモの約束』
- Re:Birthё 3rd story vocal album『フーモーのあしあと』
- ファンタスティック・アコースティック・バンドいろえんぴつ制作『やさしいじかん。』
- 怪盗集団Jupiter「Jupiter mission:001」
- 木と魚『星と命の森』
- からりと。（Manabu Miwa & Sora Yuizuki） 『ことばあそび』

#### 同人ゲーム
- 日常（StarChasers『青空に唄う君の歌』 主題歌/ボーカル・作詞）
- 青空に唄う君の歌（StarChasers『青空に唄う君の歌』 ED/ボーカル・作詞）
- 永劫の闇（ふぁんな『巫女ノカナタ 阿国神社異聞録 〜輪の章〜』 主題歌/ボーカル・作詞）
- スターチス（はいぺりよん『Color of White』主題歌/ボーカル・作詞）
- ありがとう（R7『Snow Drop』ED/ボーカル）
- 寫眞（夢見奏『ふぁみりあ』ED/ボーカル）
- トロイメライ（三毛猫らぼらとりー『Smoking chocolate』ED/ボーカル）
- Horizon（Studio.ZYX『ふぉ〜す★コミュニケーション』OP/ボーカル）
- そらのむこう（07th Expansion『ひぐらしのなく頃に解 祭囃し編』ED/ボーカル・作詞）
- Life（ふぁんな『ラフスケッチ』 挿入歌/ボーカル ヒロイン咲夜の歌声を担当）
- エイデン（同上）
- ソラ（同上）
- 夕凪（ふぁんな『エスエフ おねえさん☆てぃ〜ちゃ〜』イメージソング/ボーカル）

### 声優
- 晴れたり曇ったりN（フィル＝セーノ、犬と猫）
- さくらさくら（ハイクオソフト）
- 黄昏のシンセミア（あっぷりけ）
- あかやあかしやあやかしの（ヒトビト、HaccaWorks* / noctiluca）

### インターネットラジオ
- I.L.C -Image Leaf Craft-「I Love Company」 パーソナリティ
- ZAKZAK　三色ゆこそ丼　パーソナリティ